# Winter-Asienspiele 2025/Freestyle-Skiing
Bei den IX. Winter-Asienspielen fanden zwischen dem 8. und 13. Februar 2025 elf Wettbewerbe im Freestyle-Skiing statt. Aerials waren erstmals seit 2011 wieder Teil des Programms. Erstmals ausgetragen wurden Wettkämpfe in der Halfpipe, im Slopestyle und Big Air, sowie im Aerials Teams und Aerials Synchro. Gestrichen wurden hingegen die Wettbewerbe im Moguls bzw. Dual Moguls.

## Zeitplan
| Zeitplan Freestyle-Skiing | Zeitplan Freestyle-Skiing | Zeitplan Freestyle-Skiing | Zeitplan Freestyle-Skiing | Zeitplan Freestyle-Skiing | Zeitplan Freestyle-Skiing | Zeitplan Freestyle-Skiing |
| Wettbewerbe               | Februar                   | Februar                   | Februar                   | Februar                   | Februar                   | Februar                   |
| Wettbewerbe               | 8.                        | 9.                        | 10.                       | 11.                       | 12.                       | 13.                       |
| ------------------------- | ------------------------- | ------------------------- | ------------------------- | ------------------------- | ------------------------- | ------------------------- |
| Männer                    |                           |                           |                           |                           |                           |                           |
| Aerials                   |                           |                           |                           |                           |                           |                           |
| Aerials Synchro           |                           |                           |                           |                           |                           |                           |
| Halfpipe                  |                           |                           |                           |                           |                           |                           |
| Slopestyle                |                           |                           |                           |                           |                           |                           |
| Big Air                   |                           |                           |                           |                           |                           |                           |
| Frauen                    |                           |                           |                           |                           |                           |                           |
| Aerials                   |                           |                           |                           |                           |                           |                           |
| Aerials Synchro           |                           |                           |                           |                           |                           |                           |
| Halfpipe                  |                           |                           |                           |                           |                           |                           |
| Slopestyle                |                           |                           |                           |                           |                           |                           |
| Big Air                   |                           |                           |                           |                           |                           |                           |
| Mixed                     |                           |                           |                           |                           |                           |                           |
| Aerials Team              |                           |                           |                           |                           |                           |                           |
| Entscheidungen            | 2                         | 2                         | 1                         | 4                         | 0                         | 2                         |

|  | Medaillenentscheidung |

## Bilanz

### Medaillenspiegel
| Platz  | Land                | Gold | Silber | Bronze | Gesamt |
| ------ | ------------------- | ---- | ------ | ------ | ------ |
| 1      | Volksrepublik China | 7    | 8      | 4      | 19     |
| 2      | Japan               | 2    | 1      | 1      | 4      |
| 3      | Südkorea            | 1    | 1      | 3      | 5      |
| 4      | Kasachstan          | 1    | 1      | 2      | 4      |
| 5      | Thailand            | –    | –      | 1      | 1      |
| Gesamt | Gesamt              | 11   | 11     | 11     | 33     |

### Medaillengewinner
| Disziplin       | Gold                                          | Silber                                     | Bronze                                    |
| --------------- | --------------------------------------------- | ------------------------------------------ | ----------------------------------------- |
| Männer          |                                               |                                            |                                           |
| Aerials         | Li Xinpeng                                    | Yang Longxiao                              | Qi Guangpu                                |
| Aerials Synchro | KasachstanRoman Iwanow Schersod Chaschirbajew | Volksrepublik ChinaGeng Hu Yang Yuheng     | Volksrepublik ChinaLi Xinpeng Qi Guangpu  |
| Halfpipe        | Lee Seung-hoon                                | Sheng Haipeng                              | Moon Hee-sung                             |
| Slopestyle      | Rai Kasamura                                  | Ruka Ito                                   | Paul Henri Vieuxtemps                     |
| Big Air         | Rai Kasamura                                  | Yoon Jong-hyun                             | Shin Yeong-seop                           |
| Frauen          |                                               |                                            |                                           |
| Aerials         | Xu Mengtao                                    | Chen Xuezheng                              | Ajana Scholdas                            |
| Aerials Synchro | Volksrepublik ChinaFeng Junxi Wang Xue        | Volksrepublik ChinaChen Meiting Xu Mengtao | KasachstanArdana Machanowa Ajana Scholdas |
| Halfpipe        | Li Fanghui                                    | Zhang Kexin                                | Jang Yu-jin                               |
| Slopestyle      | Liu Mengting                                  | Yang Ruyi                                  | Han Linshan                               |
| Big Air         | Liu Mengting                                  | Han Linshan                                | Yang Ruyi                                 |
| Mixed           |                                               |                                            |                                           |
| Aerials Team    | Volksrepublik China                           | Kasachstan                                 | Japan                                     |